# Wimbledon 1948
De 62e editie van het Britse grandslamtoernooi, Wimbledon 1948, werd gehouden van maandag 21 juni tot en met zaterdag 3 juli 1948. Voor de vrouwen was het de 55e editie van het graskampioenschap. Het toernooi werd gespeeld bij de All England Lawn Tennis and Croquet Club in de wijk Wimbledon van de Britse hoofdstad Londen. De titels in het enkelspel werden gewonnen door Robert (Bob) Falkenburg en Louise Brough.
Op de enige zondag tijdens het toernooi (Middle Sunday) werd traditioneel niet gespeeld.

## Belangrijkste uitslagen
Mannenenkelspel

Finale: Robert Falkenburg (VS) won van John Bromwich (Australië) met 7-5, 0-6, 6-2, 3-6, 7-5 
Vrouwenenkelspel

Finale: Louise Brough (VS) won van Doris Hart (VS) met 6-3, 8-6 
Mannendubbelspel

Finale: John Bromwich (Australië) en Frank Sedgman (Australië) wonnen van Tom Brown (VS) en Gardnar Mulloy (VS) met 5-7, 7-5, 7-5, 9-7 
Vrouwendubbelspel

Finale: Louise Brough (VS) en Margaret duPont (VS) wonnen van Doris Hart (VS) en Patricia Todd (VS) met 6-3, 3-6, 6-3 
Gemengd dubbelspel

Finale: Louise Brough (VS) en John Bromwich (Australië) wonnen van Doris Hart (VS) en Frank Sedgman (Australië) met 6-2, 3-6, 6-3 
Meisjesenkelspel

Finale: Olga Mišková (Tsjecho-Slowakije) won van Violette Rigollet (Zwitserland) met 6-4, 6-2 
Jongensenkelspel

Finale: Staffan Stockenberg (Zweden) won van Dezső Vad (Hongarije) met 6-0, 6-8, 5-7, 6-4, 6-2 
Dubbelspel bij de junioren werd voor het eerst in 1982 gespeeld.
1877 · 1878 · 1879 · 1880 · 1881 · 1882 · 1883 · 1884 · 1885 · 1886 · 1887 · 1888 · 1889 · 1890 · 1891 · 1892 · 1893 · 1894 · 1895 · 1896 · 1897 · 1898 · 1899 · 1900 · 1901 · 1902 · 1903 · 1904 · 1905 · 1906 · 1907 · 1908 · 1909 · 1910 · 1911 · 1912 · 1913 · 1914 · 1915–1918 · 1919 · 1920 · 1921 · 1922 · 1923 · 1924 · 1925 · 1926 · 1927 · 1928 · 1929 · 1930 · 1931 · 1932 · 1933 · 1934 · 1935 · 1936 · 1937 · 1938 · 1939 · 1940–1945 · 1946 · 1947 · 1948 · 1949 · 1950 · 1951 · 1952 · 1953 · 1954 · 1955 · 1956 · 1957 · 1958 · 1959 · 1960 · 1961 · 1962 · 1963 · 1964 · 1965 · 1966 · 1967
↓ open tijdperk ↓
1968 (m-v-md-vd-gd) · 1969 (m-v-md-vd-gd) · 1970 (m-v-md-vd-gd) · 1971 (m-v-md-vd-gd) · 1972 (m-v-md-vd-gd) · 1973 (m-v-md-vd-gd) · 1974 (m-v-md-vd-gd) · 1975 (m-v-md-vd-gd) · 1976 (m-v-md-vd-gd) · 1977 (m-v-md-vd-gd) · 1978 (m-v-md-vd-gd) · 1979 (m-v-md-vd-gd) · 1980 (m-v-md-vd-gd) · 1981 (m-v-md-vd-gd) · 1982 (m-v-md-vd-gd) · 1983 (m-v-md-vd-gd) · 1984 (m-v-md-vd-gd) · 1985 (m-v-md-vd-gd) · 1986 (m-v-md-vd-gd) · 1987 (m-v-md-vd-gd) · 1988 (m-v-md-vd-gd) · 1989 (m-v-md-vd-gd) · 1990 (m-v-md-vd-gd) · 1991 (m-v-md-vd-gd) · 1992 (m-v-md-vd-gd) · 1993 (m-v-md-vd-gd) · 1994 (m-v-md-vd-gd) · 1995 (m-v-md-vd-gd) · 1996 (m-v-md-vd-gd) · 1997 (m-v-md-vd-gd) · 1998 (m-v-md-vd-gd) · 1999 (m-v-md-vd-gd) · 2000 (m-v-md-vd-gd) · 2001 (m-v-md-vd-gd) · 2002 (m-v-md-vd-gd) · 2003 (m-v-md-vd-gd) · 2004 (m-v-md-vd-gd) · 2005 (m-v-md-vd-gd) · 2006 (m-v-md-vd-gd) · 2007 (m-v-md-vd-gd) · 2008 (m-v-md-vd-gd) · 2009 (m-v-md-vd-gd) · 2010 (m-v-md-vd-gd) · 2011 (m-v-md-vd-gd) · 2012 (m-v-md-vd-gd) · 2013 (m-v-md-vd-gd) · 2014 (m-v-md-vd-gd) · 2015 (m-v-md-vd-gd) · 2016 (m-v-md-vd-gd) · 2017 (m-v-md-vd-gd) · 2018 (m-v-md-vd-gd) · 2019 (m-v-md-vd-gd) · 2020 · 2021 (m-v-md-vd-gd) · 2022 (m-v-md-vd-gd) · 2023 (m-v-md-vd-gd) · 2024 (m-v-md-vd-gd)
Lijst van Wimbledonwinnaars · Toernooien per editie